# Rudolf Sutermeister
Rudolf Sutermeister (* 7. Mai 1802 in Wynigen; † 9. Mai 1868 in Zofingen; heimatberechtigt in Zofingen) war ein Schweizer praktizierender Armenarzt bzw. Sozialmediziner, Unternehmer bzw. Fabrikant, Frühsozialist und „sozialpolitischer Schriftsteller“. Er gilt zusammen mit Gustav Siegfried, noch vor Johann Jakob Treichler und Karl Bürkli, als erster autochthoner Deutschschweizer Sozialist. Anders als Siegfried galt er jedoch als Utopist.

## Leben
Rudolf Sutermeister war Pfarrerssohn und entstammte einem „alten Zofinger Ratsherrengeschlecht“. Er promovierte in Medizin an der Universität Basel und/oder liess sich in Bern zum Arzt ausbilden und leitete ab 1824 in Zofingen eine Praxis. Er war Armenarzt und lebte selbst „in finanzieller Bedrängnis“. Unter anderem deshalb ist Sutermeister „wirtschaftlich und seelisch gesehen, als proletaroid zu betrachten“.
Angeregt durch Charles Fourier und befreundet mit Wilhelm Weitling sah Sutermeister „in den 1840er Jahren alles Heil für sein Vaterland in einer kommunistischen Umgestaltung der Gesellschaft“; er war auch mit Gustav Siegfried befreundet. 1837 wandte er sich „erstmals mit einem sozialreformerischen Manifest an die Öffentlichkeit“. Er schmiedete „Pläne für sozialistische Experimente saint–simonistischer Prägung“. Mit August Becker und Johannes Glur bildete er „einen ‘liberal-kommunistischen’ Zirkel“.
Seine weiteren Jahre waren unter anderem deswegen von Rechtsstreiten geprägt, und er geriet in Vergessenheit.

## Schriften
Sutermeister verfasste eine „Reihe von Schriften kommunistisch-chiliastischen Inhalts, die vom Bund der Gerechten in der Schweiz verbreitet wurden“.
- Tagwache zum Anbruch des Reiches Gottes auf Erden. Oder: Der Armen Erlösung, der Schwachen Heil, der Reichen Glück, der Menschen höchstes Ziel. Zofingen 1837.
- Ehrerbietige Vorstellung und Bitte an den tit. Großen und Kleinen Rat des löblichen Kantons Aargau. 13. November 1840.
- Aufruf zur Bildung eines allgemeinen Vereines, zu gegenseitiger, bestmöglicher Erleichterung, Vervollkommnung und Beglückung. Langenthal 1843.
- Die Not und Rettung. Ein Wort zur Zeit. Zunächst an das liebe Schweizervolk. Langenthal 1845.
- Keine Armennot mehr! Oder Mittel und Weise der immer zunehmenden Verarmung und damit verbundenen Not und Gefahr für Alle sicher vorzubeugen und abzuhelfen. 2. Auflage. Langenthal 1845.
- Die schreckliche Vernichtung unseres bestehenden, sogenannten Rechts oder Unrechts durch das wahre Christentum. Zofingen 1846. 20 Seiten.
- Ernste Bemerkungen, Winke und Warnungen für alle Grütlianer und Eidgenossen insgesammt / Ein freies Wort gesprochen im Grütliverein in Zofingen, den 26. Dezember 1849 von Rud. Sutermeister, Arzt (Digitalisat).
- Allen Aargauern zu gefälliger Beachtung empfohlen. September 1851. 11 Seiten (Digitalisat).
- Ehrerbietige Vorstellung und Einladung an meine lieben Mitmenschen. 5 Seiten (Digitalisat).